# Meir Szlomo Jehuda Rabinowicz

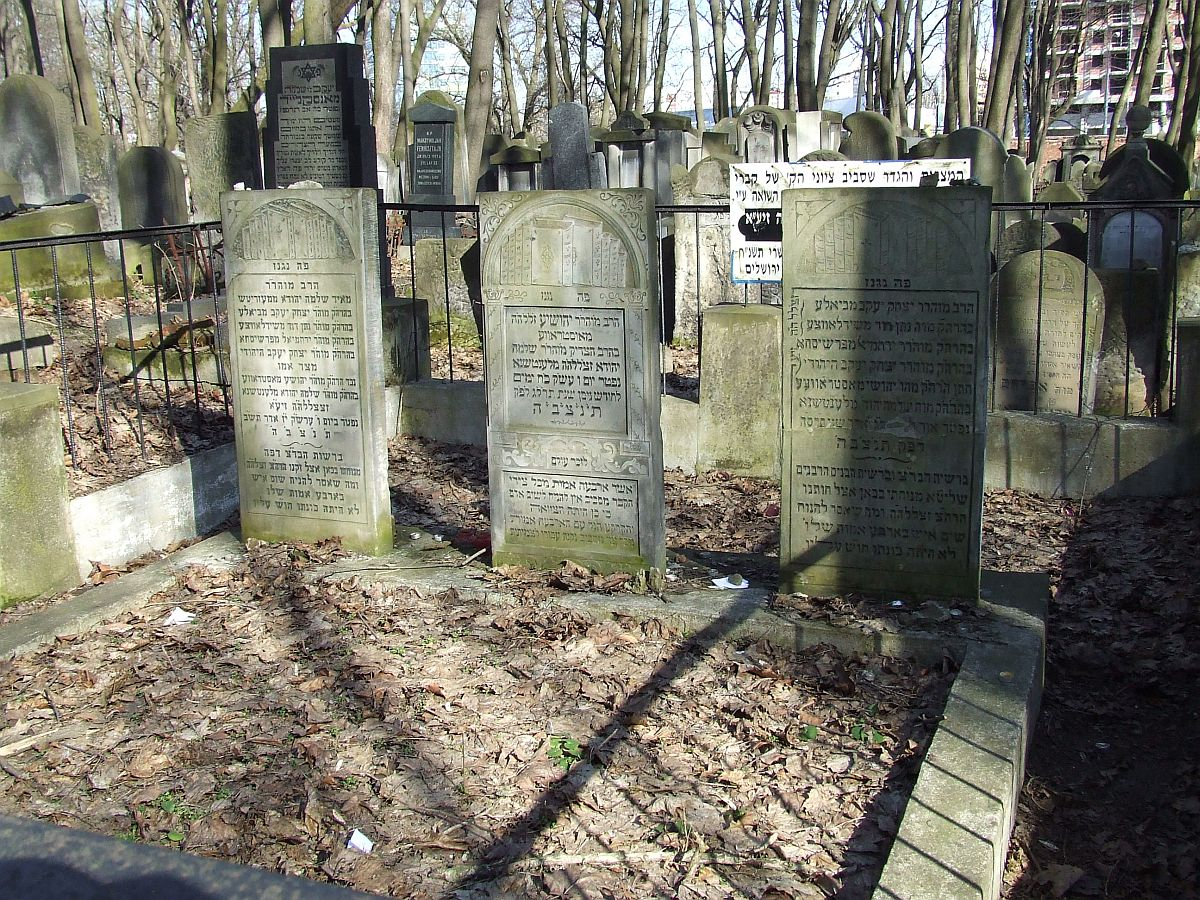
Grób Meira Szlomo Jehudy Rabinowicza (po lewej) na cmentarzu żydowskim przy ulicy Okopowej w Warszawie

Meir Szlomo Jehuda Rabinowicz (ur. 1868, zm. 6 marca 1942 w Warszawie) – rabin chasydzki, cadyk z Międzyrzeca Podlaskiego.

## Życiorys
Był synem Jicchaka Jaakowa z Białej Rawskiej. Od strony ojca był wnukiem Natana Dawida z Szydłowca, prawnukiem Jerachmiel z Przysuchy i praprawnukiem Jaakowa Jicchak Rabinowicza, zwanego Świętym Żydem. Ze strony matki był wnukiem Jehoszuy Łęcznera z Ostrowi Mazowieckiej i prawnukiem Szlomo Jehudy z Łęcznej. Jego teściem był Ajzyk Barabasz z Berdyczowa.
Zamordowany podczas Holocaustu w Warszawie. Pochowany jest na cmentarzu żydowskim przy ulicy Okopowej (kwatera 12, rząd 22).